# كارثة نديلين
كارثة نديلن أو الكارثة في بايكانور كانت حادثة وقعت على منصة إطلاق في ميناء بايكونور الفضائي في 24 أكتوبر 1960 في كازاخستان السوفيتية. بينما كانت تجري التحضيرات لإطلاق نموذج أولي للصاروخ البالستي العابر للقارات آر-16 في طيران اختبار، وقع انفجار عندما اشتعلت المرحلة الثانية على نحو غير مقصود، ما أدى لمقتل عدد غير معروف من العسكريين والفنيين العاملين في موقع الاختبار. بالرغم من حجم الحادثة، لم تعترف الحكومة السوفيتية بها حتى 1989. تعد هذه الحادثة أكثر الحوادث المتعلقة باستكشاف الفضاء فتكًا.
سميت الحادثة نسبة إلى مارشال المدفعية متروفان إيفانوفيتش نديلن، الذي فقد حياته في الحادثة أيضًا. والذي بصفته قائدًا لقوات الصواريخ الاستراتيجية السوفيتية، كان مسؤولًا عن برنامج تطوير صاروخ آر-16.

## تحضيرات الإطلاق
في 23 أكتوبر 1960، نُصِّب صاروخ آر-16 الباليستي العابر للقارات على منصة الإطلاق 41 بانتظار الاختبارات النهائية قبل الإطلاق. كان الصاروخ بطول يزيد عن 30 مترًا، وقطره 3.0 أمتار ووزنه عند الإطلاق 141 طنًا. كان وقود الصاروخ زوجًا من مادتي يو دي إم إتش وقودًا ومحلول مشبع من رباعي أكسيد ثنائي النتروجين مؤكسدًَا، سُمي هذا الخليط سم الشيطان، فهو خليط له درجة غليان عالية ومن ثم يكون أكثر سماحية للتخزين، لكنه أيضًا شديد السمية والأكالة. وُضعت احتياطات سلامة خاصة لإجراءات الإطلاق للتعامل مع هذا الوقود الخطر، لكن إصرار نديلن على الإطلاق قبل 7 نوفمبر 1960، ذكرى الثورة البلشفية، أدى إلى ضغط جدول التطوير، بالإضافة صعوبات هندسية ناشئة. أدى هذا أيضًا إلى إجراء اختبارات ما قبل الإطلاق في نفس الوقت مع تحضيرات إطلاق الصاروخ.

## الحادثة
تشكلت دارة قصر أدت إلى اشتعال محرك المرحلة الثانية أثناء اختبارات ما قبل الإطلاق. أدى هذا إلى انفجار خزانات وقود المرحلة الأولى أسفله، ما أدى إلى اشتعال الصاروخ في انفجار ضخم. تمكن مشغل الكاميرا من تشغيل الكاميرات الآلية المثبتة حول منصة الإطلاق، صورت هذه الكاميرات الحادثة بالتفصيل.
احترقت أجساد الأشخاص بجانب الصاروخ على الفور؛ وهؤلاء الواقفون على مسافة أبعد احترقوا حتى الموت أو تسمموا ببخار الوقود السام. ذكر أندريه سخاروف بعض التفاصيل: بعدما اشتعل المحرك على الفور، جرى معظم الأفراد إلى محيط الموقع، لكنهم كانوا حبيسي السور الأمني وأحاطت بهم كرة النار من الوقود المحترق. أدى الانفجار إلى احتراق أو اختناق نديلن وأحد كبار مساعديه، وأحد كبار مصممي نظم توجيه الصواريخ السوفيت وعدد يزيد عن 70 من الضباط والمهندسين. توفي لاحقًا آخرون من الاحتراق والتسمم. نجى مصمم الصواريخ ميخائيل يانجل لأنه ذهب ليدخن سيجارة خلف مخبأ على بعد مئات المترات، لكنه مع ذلك أصيب بجروح.

## الضحايا
العدد الدقيق للقتلي غير معروف. جاء أول تقرير غربي عن الحادث من وكالة كونتينتالي الإخبارية الإيطالية في ديسمبر 1960 والذي ذكر وفاة 100 شخص، أفادت الجارديان في 1965 بوفاة ما يصل إلى 300 شخص، وذلك نقلًا عن الجاسوس أوليج بنكوفيسكي الذي نقل معلومات إلى الغرب. قال الاتحاد السوفيتي أن عددًا ملحوظًا قد توفي وذلك في أول اعتراف سوفيتي بالحادث في 1989 في مقالة بمجلة أجانيوك، ذكرت الحكومة في وقت لاحق من العام نفسه أن عدد الوفيات كان 54. أحدث تقدير للوفيات، والذي نشرته رسكوزموس في الذكرى الخمسين للحادثة، يشير إلى أن 126 شخصًا قد توفوا، يعود هذا الرقم أصلًا لبوريس تشيرتوك. لكن رسكوزموس عادت بالقول إلى العدد الحقيقي قد يكون ما بين 60 و150 حالة وفاة.

## ما بعد الحادثة
أمر الزعيم السوفيتي نيكيتا خروتشوف بفرض السرية على أحداث 24 أكتوبر 1960. أٌصدرت نشرة إخبارية تشير إلى وفاة نديلين في تحطم طائرة وصدرت تعليمات لعائلات المهندسين الضحايا بالقول أن أقاربهم توفوا للسبب ذاته. أمر نيكيتا خروتوشوف ليونيد بريچنيف بالذهاب لموقع الحادثة وترأس لجنة تحقيق. من بين ما كشفته لجنة التحقيق كان وجود عدد من الأفراد على منصة الإطلاق أكثر مما يجب أن يكون - كان من المفترض أن يظل معظمهم في ملاجئ آمنة بعيدة عن منصة الإطلاق.
عندما وصل برچنيف إلى موقع الاختبار في 25 أكتوبر 1960 «قال أيها الرفاق! نحن لا ننوي محاكمة أي شخص؛ سنحقق في الأسباب ونتخذ إجراءات للتعامل مع الكارثة ومواصلة العمل». ومع ذلك فقد حُمل إي. آه. دوروشينكو مسؤولية وقوع الحادثة.
في وقت لاحق، عندما سأل خوروتشيف يانجل «لماذا بقيت على قيد الحياة؟» أجاب بصوت مرتجف «لقد ذهبت بعيدًا لتدخين سيجارة. كل ذلك بسببي». أصيب يانجل لاحقًا بنوبة قلبية وابتعد عن العمل لعدة أشهر.

## الاعتراف الرسمي

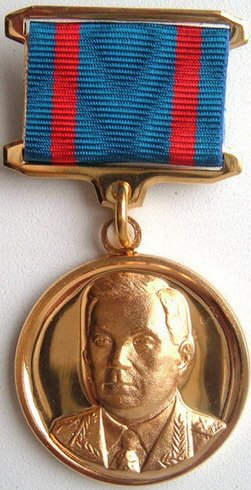
شارة التميّز "رئيس مارشال المدفعية نديلين": رمز الاعتراف الرسمي بتضحيات قوات الصواريخ الاستراتيجية

ذكرت نشرة إخبارية أن نديلين توفي في «حادث تحطم طائرة أثناء مهمة لم يُكشف عنها». أذاعت وكالة الأنباء الإيطالية كونتننتالي أول مرة في 8 ديسمبر 1960، أن المارشال ندلين و100 شخص توفوا في حادث انفجار صاروخ، وذلك نقلًا عن مصادر غير معرفة. ذكرت الجارديان في 16 أكتوبر 1965، أن الجاسوس السوفيتي أوليج بنكوفسكي قد أكد تفاصيل حادث الصاروخ، كما قدم العالم السوفيتي المنفي چوريش مدفيديف تفاصيل أخرى في 1976 في المجلة البريطانية الأسبوعية نيو ساينتست. لم يعترف الاتحاد السوفيتي بوقوع الحادث إلا في 16 أبريل 1989، في تقرير نُشر في المجلة الأسبوعية أجانيوك.